# A faccia nuda
A faccia nuda (The Naked Face) è un film statunitense del 1984 diretto e scritto da Bryan Forbes e basato sul libro omonimo di Sidney Sheldon del 1970.

## Trama
Il dottor Judd Stevens è un affermato psichiatra con studio a Chicago. Un giorno riceve la visita di due poliziotti, il tenente McGreavy e il detective Angeli, che gli comunicano la morte di un suo paziente, ucciso con una coltellata; il paziente indossava un impermeabile giallo, imprestatogli del dottore, e la presenza del suo nome all'interno dell'indumento è il motivo della visita dei due poliziotti. Da subito il tenente McGreavy si dimostra ostile nei confronti di Stevens, per il fatto che il dottore in passato fu il consulente dell'avvocato difensore di un assassino, che aveva ucciso un collega di McGreavy e ferito gravemente quest'ultimo; grazie alla perizia di Stevens, l'assassino non venne condannato alla pena capitale ma fu internato in un manicomio criminale, causando in McGreavy un forte sentimento di astio nei confronti del dottore. Pochi giorni dopo, la segretaria di Stevens viene trovata morta nello studio del dottore, con evidenti segni di tortura. Nonostante gli indizi facciano pensare a una o più persone interessate alla morte del dottore, McGreavy si dimostra apparentemente ancora ostile nei suoi confronti. Stevens si appoggia allora a un detective privato, Morgens, e al detective Angeli, che si è sempre dimostrato più tollerante nei suoi confronti; Morgens consiglia a Stevens di controllare le cartelle cliniche dei suoi pazienti attuali e passati, ritenendo che uno di essi possa essere l'assassino. Un giorno Stevens riceve una telefonata da parte di Morgens, il quale gli comunica di avere capito chi sia l'assassino, parlandogli di un certo "Don Vinton" e dandogli un appuntamento; Stevens informa Angeli e i due si recano nel luogo dell'appuntamento, trovando Morgens morto. Stevens in seguito viene a sapere che "Don Vinton" non è una persona reale, ma un modo di dire, che indica il boss, cioè il capo di un'organizzazione mafiosa, e la vicenda prende una direzione ben precisa, fino all'inaspettato e amaro finale.